# Preston by Wingham
Preston lub Preston by Wingham – wieś i civil parish w Anglii we wschodnim Kencie, w dystrykcie Dover. W 2011 roku civil parish liczyła 674 mieszkańców. Preston jest wspomniana w Domesday Book (1086) jako Prestetune.